# 埼玉県立行田女子高等学校
埼玉県立行田女子高等学校（さいたまけんりつぎょうだじょしこうとうがっこう）は埼玉県行田市富士見に2005年まで存在した高等学校。

## 概要
最盛期には1500人程の生徒が在籍していたが、平成期に入ってからは生徒数が減少し続け、他校との合併により現在の埼玉県立進修館高等学校へと統合されたため閉校となった。
制服はハナエモリのデザインによるセーラー服が指定されていた。
行田女子高等学校は藩校の流れを汲み、忍進修館尋常小学校内に大正4年に忍町立実科高等女学校として設立された。その後、郡立、県立と移管され、忍高等女学校、行田女子高等学校と変遷を経て統合、廃止となった。つまり、藩校進修館の「進修の意気」は埼玉県立進修館高等学校に受け継がれているのである。
現在、行田市郷土博物館に所蔵されている「文化十年 進修館」(文化十年とは1813年)と彫られた進修館の木額は、藩校進修館、忍実科女学校、行田女子高等学校の講堂に掲げられたものである。
2011年4月より、埼玉県立総合教育センターがさいたま市から当地に移転した。旧校舎が改修・増築工事を経て研修施設として再活用されている。吹上駅発の朝日バスの終着地でもある。

## 沿革
- 1915年（大正 4年）　前身の埼玉県北埼玉郡忍町立実科高等女学校創立
- 1921年（大正10年）　北埼玉郡実科高等女学校に改称
- 1923年（大正12年）　埼玉県立忍実科高等女学校に改称
- 1925年（大正14年）　埼玉県立忍高等女学校に改称[2]
- 1948年（昭和23年）　埼玉県立忍女子高等学校に改称
- 1949年（昭和24年）　埼玉県立行田女子高等学校に改称
- 2005年（平成17年）　埼玉県立行田工業高等学校、埼玉県立行田進修館高等学校と統合により閉校。埼玉県立進修館高等学校開校。

## 出身者
- 加藤幸子（モデル）→芸能活動のため東京都立代々木高等学校へ編入
- 秋本理央（元歌手、元女優）→芸能活動のため堀越高等学校へ転校